# Sony Pictures Studios
Sony Pictures Studios es un complejo de estudios de cine y televisión ubicado en Culver City, California (Estados Unidos). Se encuentra en el número 10202 de West Washington Boulevard y está delimitado por Culver Boulevard (al sur), Washington Boulevard (al norte), Overland Avenue (al oeste) y Madison Avenue (al este). La facilidad es propiedad de Sony Pictures Entertainment, y alberga dos compañías de películas poseídas por esa división: Columbia Pictures y TriStar Pictures.
Además de películas rodadas en la facilidad, varios programas de televisión se han emitido o grabado allí. El lote, que es abierto al público para visitas diarias al estudio, actualmente alberga un total de dieciséis escenarios de sonido.

## Primeros años

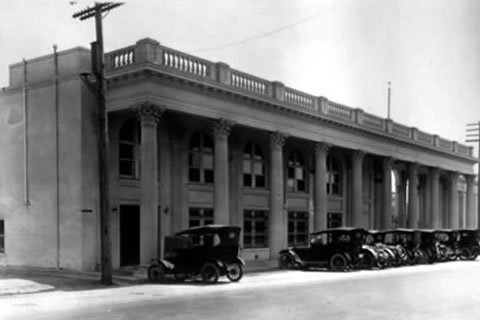
Fotografía de la columnata original de Triangle Studios, c. 1916

Mientras que el director Thomas Harper Ince estaba filmando en Ballona Creek en 1915, Harry Culver, el padre fundador de Culver City, persuadió a Ince que mudara su estudio "Inceville" de Pacific Palisades, Los Ángeles, a Culver City. Durante ese tiempo, Ince cofundó Triangle Film Corporation y los Triangle Studios se abrió en forma de una columnata griega - la entrada a los estudios. La columnata sigue en pie al frente de Washington Boulevard y es un lugar histórico en Culver City.
Ince añadió unas etapas y un "Administration Building" ("Edificio de Administración") antes de vender a sus socios David Wark Griffith y Mack Sennett. Ince trasladó sus estudio y construyó los Culver Studios en ese lugar. En 1918, Triangle Studios fue vendido al productor de cine Samuel Goldwyn. Goldwyn también añadió unas sets de sonido antes de vender sus acciones a Goldwyn Studios.

## Los históricos MGM Studios

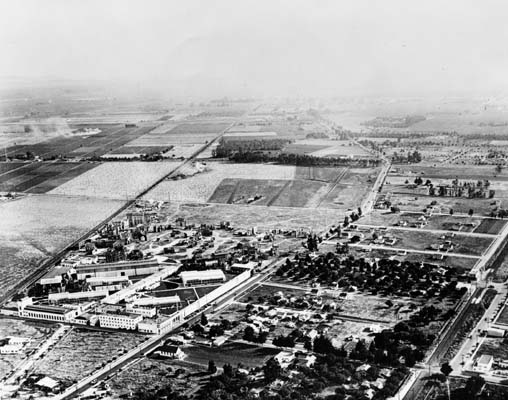
Vista aérea de los MGM Studios, c. 1922

En 1924, el magnate de cine Marcus Loew, que era el presidente de la cadena de cine Loews Theatres (ahora Loews Cineplex Entertainment), organizó la fusión de tres compañías de películas (The Metro Pictures Corporation, Goldwyn Pictures, y Louis B. Mayer Productions) para formar Metro-Goldwyn-Mayer, adoptando el marca de Goldwyn Pictures y ocupando las facilidades de producción de esa compañía.
En la edad de cine clásico de Hollywood, bajo la supervisión de los productores cinematográficos Louis B. Mayer y Irving G. Thalberg, MGM fue responsable por estrenar 52 películas por año desde sus estudios, produciendo unos de los clásicos del cine épico, tales como Lo que el viento se llevó (que típicamente no fue rodada en los MGM Studios, sino en los Culver Studios), Ben-Hur, y Mutiny on the Bounty, al igual que tales dramas exitosos como Grand Hotel, Cena a las ocho, y Ana Karenina. Sin embargo, MGM era más conocido por sus obras maestras en el cine musical producidos en Technicolor, que incluyeron El mago de Oz, Cantando bajo la lluvia, y Gigi. El éxito de MGM llevó a la construcción de seis complejos de estudios, cada uno con más que 180 acres (0.73 km²), incluyendo veintiocho escenarios de sonido. La Etapa 15 es el segundo escenario de sonido más grande en el mundo, y la Etapa 27 sirvió como "Munchkinland" en El mago de Oz.
Además de su edificio principal, MGM añadió dos lotes largos - el Lote 2, que fue situado enfrente del estudio principal, a través de Overland Avenue; y el Lote 3, que entró la esquina de Jefferson Boulevard y Overland Avenue, y era el lote más largo de MGM. El nuevo edificio llamado el "Administration Building" ("Edificio de Administración") fue inaugurado en 1938, y fue nombrado para Thalberg, que había muerto el 14 de septiembre de 1936.
Sin embargo, el caso de antitrust United States vs Paramount Pictures, Inc., que llegó a la Corte Suprema de los Estados Unidos en 1948, cortó la conexión entre MGM y su compañía matriz, Loews Theaters Incorporated, con MGM luchando con sus asuntos. En 1969, el millonario Kirk Kerkorian compró MGM y procedió a desmantelar el estudio. Recuerdos relacionados con las películas de MGM fue vendidos mediante una subasta de 18 días, y 38 acres (180,000 km²) de los lotes del estudio fueron vendidos. El Lote 3 fue arrasado, mientras el Lote 2 fue vendido a desarrollos de viviendas. Kerkorian utilizó el dinero para construir su propia cadena de hoteles, los MGM Grand Hotels.
En la década de 1980, Kerkorian adquirió United Artists y vendió MGM/UA Entertainment Company al fundador de CNN, Ted Turner, que después de 74 días revendió MGM/UA a Kerkorian mientras reteniendo la biblioteca de películas estrenadas por MGM antes 1986. En 1986, el estudio fue vendido a Lorimar Productions. Durante ese tiempo, el logotipo de MGM fue retirado de los estudios en Culver City y trasladado lado de la calle al Filmland Building (actualmente conocido como Sony Pictures Plaza) antes de su traslado en 1992 a Santa Mónica. Actualmente, el estudio de MGM está ubicado en Century City, Los Ángeles.

## Sony Pictures Studios
Después de la adquisición de Lorimar por Warner Brothers en 1993, Sony compró los MGM Studios de Warner Brothers. Columbia Pictures, que Sony había adquirido recientemente, había sido compartiendo con Warner Brothers el lote de su estudio en Burbank en un asociación llamada los Burbank Studios a partir de 1972. La propiedad sometió un plan integral que abarcó tres años mientras su transición al complejo actual de Sony Pictures Studios.
Sony adquirió la propiedad, y lo renombró como Columbia Studios. Inicialmente la propiedad fue en condición mala, pero Sony invirtió $100,000,000 para renovar el complejo de los estudios. Pintó y actualizó los edificios, muchos de los que todavía tuvieron los nombres de tales celebridades de cine como Clark Gable, Judy Garland, Rita Hayworth, y Burt Lancaster. Erigió paredes nuevos alrededor del lote y restauró las puertas de hierro forjado. También añadió obras nostálgicas de art deco y frentes falsos en Main Street, al igual que murales de carteles para películas de Columbia.
The Sony Pictures Studios tiene disponible una de las mejoras facilidades de posproducción y es abierto al público para visitas. El estudio continúa grabar programas de televisión como la comedia Rules of Engagement, y tales concursos como Jeopardy!, Wheel of Fortune, y la reposición de American Gladiators.

## Programas grabados

### Concursos
- Wheel of Fortune (1995–presente)
- Jeopardy! (1994–presente)
- Wheel of Fortune 2000 (1997–1998)
- Jep! (1998–1999)
- Rock & Roll Jeopardy! (1998–2001)
- Pyramid (2002–2004)
- Russian Roulette (2002–2003)
- American Gladiators (reposición de 2008, primera temporada solamente)

### Comedias
- Cavemen (2007)
- The King of Queens (1998–2007)
- Viviendo con Fran (2005–2006)
- Married with Children (1994–1997)
- That's My Bush! (2001)
- Rules of Engagement (2006–present)
- Hasta que la muerte nos separe (2006–2010)

### Dramas
- Close to Home (2005–2007)
- Party of Five (1994–2000)
- Las Vegas (2003–2008)